# アブ・ソウル
アブ・ソウル（英: Ab-Soul、本名: Herbert Anthony Stevens IV、1987年2月23日 - ）は、アメリカ合衆国カリフォルニア州カーソン出身のラッパー、ソングライター。Top Dawg Entertainmentに所属し、ジェイ・ロック、ケンドリック・ラマー、スクールボーイQと共にヒップホップグループ「ブラック・ヒッピー」のメンバーでもある。
2011年、アルバム『Longterm Mentality』でデビュー。2012年に2作目のアルバム『Control System』をリリースし批評家から賞賛を受ける。その後、3作目のアルバム『These Days…』（2014年）、4作目『Do What Thou Wilt.』（2016年）をリリースしている。

## 来歴

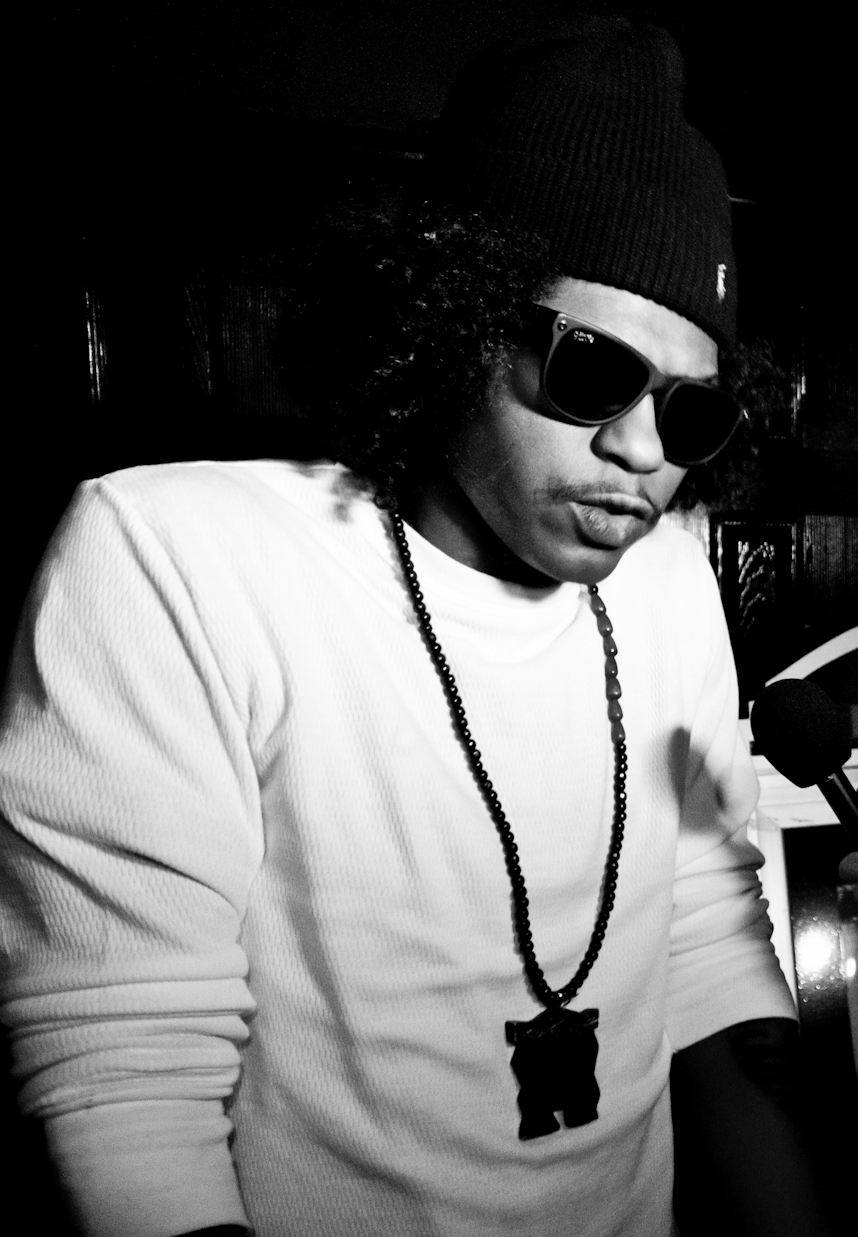
Ab-Soul（2011年）

1987年2月23日、アブソウルことハーバート・アンソニー・スティーヴンズ4世は韓国のソウルで生まれた。父が軍にいる間の4年間を韓国で過ごし、両親が離婚した後に母とアメリカに戻り、カリフォルニア州カーソンの祖母の家に移り住む。10歳の時、スティーブンス・ジョンソン症候群にかかり、目の光過敏など後遺症が残った。
家族がレコード店を経営していたこともあり、幼い頃から音楽に出会い、アブソウルは早くからラップのスキルを身につけた。
2002年、アブソウルは最初の曲をレコーディングする。2005年にはStreetBeat Entertainmentと契約を結んだ。2007年、カーソンを拠点とするインディー・レコード・レーベル、Top Dawg Entertainment（TDE）と契約する。
2009年1月、最初のミックステープ『Longterm』をリリースする。その後、TDEのレーベルメイトであるジェイ・ロック、ケンドリック・ラマー、スクールボーイQとBlack Hippyを結成する。
2011年4月5日、アルバム『Longterm Mentality』でデビュー。
2012年5月11日、2作目のアルバム『Control System』をiTunesで独占リリースする。アルバムは批評家から賞賛を受けた。10月、マックルモアー&ライアン・ルイスのアルバム『The Heist』に参加し、第56回グラミー賞の最優秀アルバム賞にフィーチャリングアーティストとしてノミネートを受けた。

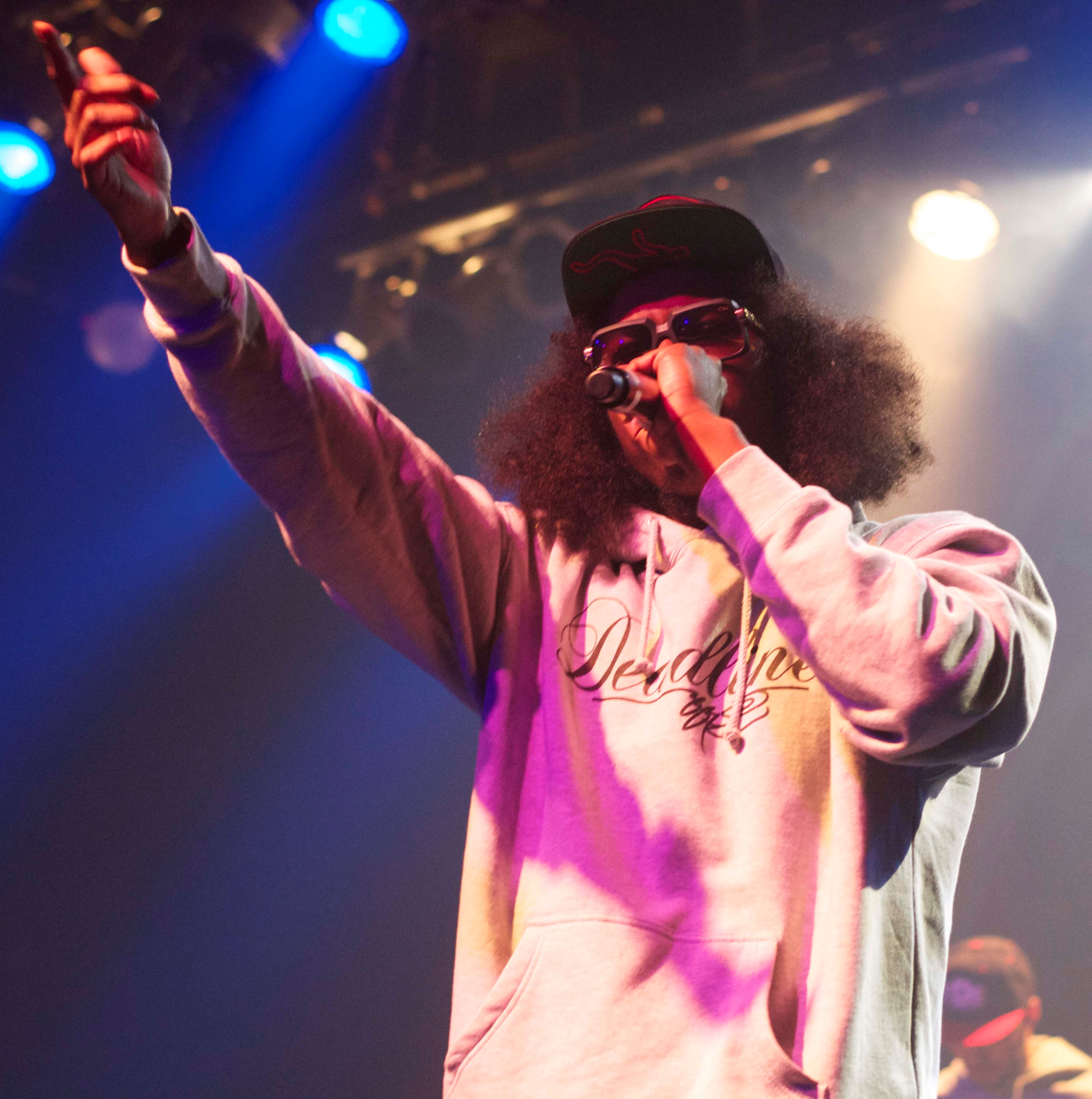
ライブでのAb-Soul（2013年）

2014年6月24日、3作目のアルバム『These Days…』をリリースする。
2016年12月9日、4作目のアルバム『Do What Thou Wilt.』をリリースした。
2018年、映画『ブラックパンサー』のサウンドトラックアルバムに収録された楽曲「Bloody Waters」に参加した。

## 音楽性

### 影響を受けたアーティスト
アブソウルはラッパーのTwista、Canibus、Eminem、Nas、Lupe Fiascoなどを影響を受けたアーティストとして挙げており、Jay-Zが最大の影響力であると述べている。

## ディスコグラフィー

### アルバム
- Longterm Mentality (2011年)
- Control System (2012年)
- These Days… (2014年)
- Do What Thou Wilt. (2016年)